# 市ケ尾町

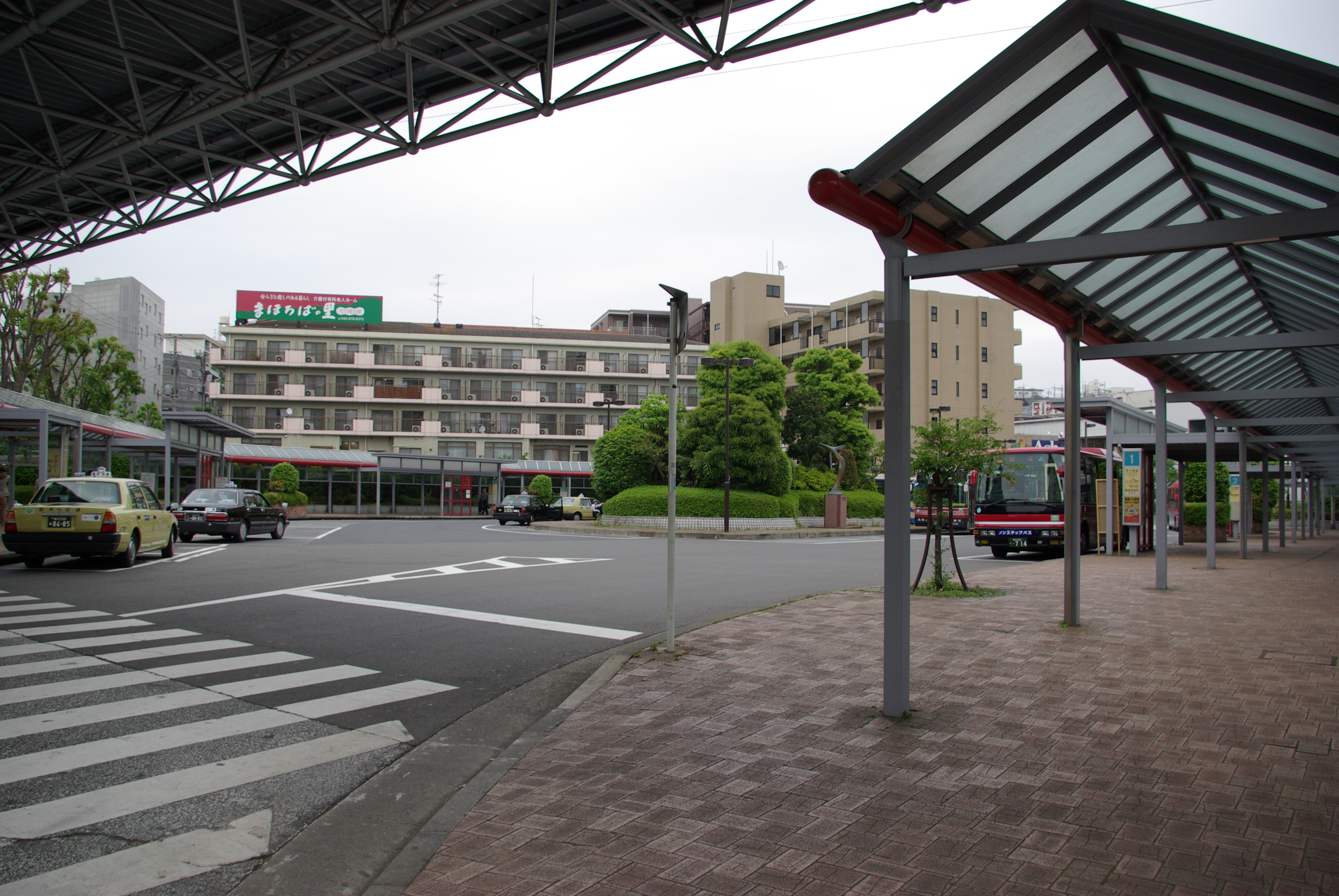
市が尾駅バスターミナル

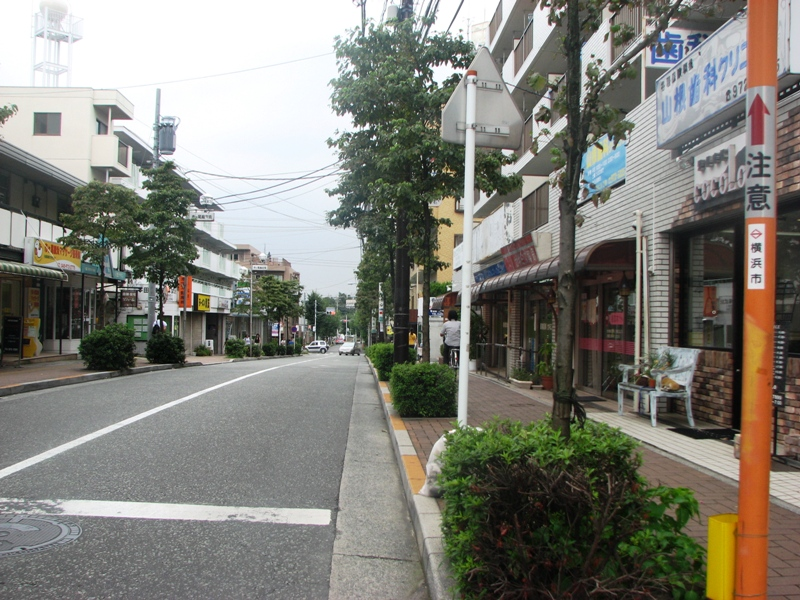
市ヶ尾商店街（2006年9月11日撮影）

市ケ尾町（いちがおちょう）は、神奈川県横浜市青葉区の地名。市ヶ尾町とも書かれる。「丁目」の設定のない単独町名である。住居表示未実施区域。

## 地理
横浜市青葉区東部に位置する。青葉区の行政上の中心地域となっており、青葉区総合庁舎（青葉区役所、福祉保健センター）、青葉公会堂、青葉スポーツセンター、青葉警察署、青葉消防署、青葉土木事務所、横浜市資源循環局青葉事務所、神奈川県緑県税事務所、緑税務署など、区内にある県、市、区に関連した施設のほとんどが集まる。また、地域内には横浜市立市ヶ尾小学校、横浜市立東市ヶ尾小学校、横浜市立市ヶ尾中学校、神奈川県立市ヶ尾高等学校、横浜市ヶ尾郵便局、みずほ銀行市が尾支店、きらぼし銀行市が尾支店、横浜銀行市が尾支店がある。
古墳が多く見つかっており、地域内は鶴見川流域が田園地帯になっているほかは概ね住宅地となっている。地域の北部には東急田園都市線が通っており、市が尾駅がある。駅名は、同じく東急線にある自由が丘駅や藤が丘駅のように「が」を使っているが、行政の地名上では「市ケ尾町」である。また、東急田園都市線の北に国道246号、地域の南部には東名高速道路が通る。
東は横浜市都筑区見花山、西は下谷本町・上谷本町・鉄町、南は横浜市都筑区川和町、北は荏田西・荏田北・みすずが丘・大場町と接している。

### 地価
住宅地の地価は、2025年（令和7年）1月1日の公示地価によれば、市ケ尾町497番7の地点で24万4000円/m²、
市ケ尾町1053番1の地点で34万6000円/m²となっている。

### 地域区分
- 上市ヶ尾 市が尾駅、青葉区総合庁舎、青葉警察署などがある。
- 中市ヶ尾 国道246号以南の新興住宅地。
- 下市ヶ尾 川和町、荏田との接点。神奈川県道12号横浜上麻生線（旧道）に沿った旧来からの住宅街。

上記の地域ごとに町内会・自治会が組織されている。

## 歴史

### 沿革
- 1868年（慶応4年）6月17日 - 廃藩置県により神奈川府を設置。神奈川府都筑郡市ケ尾村となる。
- 1868年（明治元年）9月1日 - 神奈川府が神奈川県となり、神奈川県都筑郡市ケ尾村となる。
- 1889年（明治22年） - 都筑郡鴨志田村、下谷本村、上谷本村、成合村、寺家村、鉄村、黒須田村、大場村、西八朔村、北八朔村、小山村、青砥村および下麻生村の一部と合併し、都筑郡中里村大字市ケ尾となる。
- 1939年（昭和14年）4月1日 - 横浜市に編入し、新市域の一部より港北区となる。また、大字が町となり、横浜市港北区市ケ尾町となる[8]。
- 1949年（昭和24年）4月1日 - 耕地整理に伴い、大場町との境界を変更する[9]。
- 1968年（昭和43年）5月5日 - 土地区画整理事業（市ケ尾第一）[10]に伴い、荏田町との境界を変更する[11]。
- 1969年（昭和44年）6月26日 - 土地区画整理事業（下市ケ尾第一）[10]に伴い、荏田町との境界を変更する[12]。
- 1969年（昭和44年）10月1日 - 港北区から緑区が分区。横浜市緑区市ケ尾町となる[13]。
- 1972年（昭和47年）11月1日 - 大場町との境界を変更する[14]。
- 1973年（昭和48年）9月29日 - 土地改良事業に伴い、川和町、北八朔町、西八朔町、上谷本町の各一部を編入し、下谷本町との境界を変更する[14]。
- 1979年（昭和54年）6月24日 - 土地区画整理事業（市ケ尾川和）[10]に伴い、川和町の一部を編入する[15]。
- 1980年（昭和55年）7月6日 - 土地区画整理事業（市ケ尾第二）[10]に伴い、荏田町、大場町の一部を編入する[16]。
- 1983年（昭和58年）9月11日 - 土地区画整理事業（富士塚）[10]に伴い、一部を荏田西一丁目に編入する[17]。
- 1983年（昭和58年）9月25日 - 土地区画整理事業（泉田向）[10]に伴い、一部を荏田西三丁目、荏田西四丁目、荏田西五丁目、川和町に編入し、荏田町の一部を編入する[17]。
- 1983年（昭和58年）11月19日 - 土地改良事業に伴い、上谷本町、鉄町との境界を変更する[18]。
- 1992年（平成4年）- 「市ヶ尾彫刻のプロムナード整備事業」で、平成4年度国土交通省手づくり郷土賞（くらしに根づく施設）受賞。
- 1994年（平成6年）11月6日 - 港北区と緑区を再編し、青葉区と都筑区を新設。横浜市青葉区市ケ尾町となる[19]。

### 地名の由来
昔は「市郷」と呼ばれていたが、音が変化して現在の「市ケ尾」になったと言われる。

### 町名の変遷
| 実施後   | 実施年月日     | 実施前（各町名ともその一部） |
| -------- | -------------- | ---------------------------- |
| 市ケ尾町 | 昭和14年4月1日 | 大字市ケ尾                   |

## 世帯数と人口
2025年（令和7年）6月30日現在（横浜市発表）の世帯数と人口は以下の通りである。
| 町丁     | 世帯数    | 人口     |
| -------- | --------- | -------- |
| 市ケ尾町 | 9,669世帯 | 18,968人 |

### 人口の変遷
国勢調査による人口の推移。
| 年                 | 人口   |
| ------------------ | ------ |
| 1995年（平成7年）  | 16,316 |
| 2000年（平成12年） | 17,610 |
| 2005年（平成17年） | 18,089 |
| 2010年（平成22年） | 18,123 |
| 2015年（平成27年） | 18,410 |
| 2020年（令和2年）  | 19,409 |

### 世帯数の変遷
国勢調査による世帯数の推移。
| 年                 | 世帯数 |
| ------------------ | ------ |
| 1995年（平成7年）  | 6,489  |
| 2000年（平成12年） | 7,119  |
| 2005年（平成17年） | 7,372  |
| 2010年（平成22年） | 7,714  |
| 2015年（平成27年） | 8,198  |
| 2020年（令和2年）  | 9,186  |

## 学区
市立小・中学校に通う場合、学区は以下の通りとなる（2024年11月時点）。
| 番地 | 小学校                 | 中学校                 |
| --- | ---------------------- | ---------------------- |
| 1〜24番地、37〜38番地 42〜44番地、46番地 52〜1077番地、1156番地 1159番地                                                                                                 | 横浜市立東市ヶ尾小学校 | 横浜市立市ヶ尾中学校   |
| 25〜27番地、1078〜1155番地 1157〜1158番地、1160〜1161番地 | 横浜市立市ヶ尾小学校   | 横浜市立市ヶ尾中学校   |
| 28〜34番地、1162〜2106番地 2108〜2140番地 | 横浜市立市ヶ尾小学校   | 横浜市立もえぎ野中学校 |
| 35〜36番地、39〜41番地 45番地、47〜51番地 2107番地、2141〜2168番地 2170番地、2172〜2175番地 2179〜2187番地、2189〜2200番地 2204〜2212番地、2214〜2216番地 2220〜2224番地 | 横浜市立もえぎ野小学校 | 横浜市立もえぎ野中学校 |

## 事業所
2021年（令和3年）現在の経済センサス調査による事業所数と従業員数は以下の通りである。
| 町丁     | 事業所数  | 従業員数 |
| -------- | --------- | -------- |
| 市ケ尾町 | 646事業所 | 6,585人  |

### 事業者数の変遷
経済センサスによる事業所数の推移。
| 年                 | 事業者数 |
| ------------------ | -------- |
| 2016年（平成28年） | 596      |
| 2021年（令和3年）  | 646      |

### 従業員数の変遷
経済センサスによる従業員数の推移。
| 年                 | 従業員数 |
| ------------------ | -------- |
| 2016年（平成28年） | 4,921    |
| 2021年（令和3年）  | 6,585    |

## 施設・寺社・遺跡
- 東急田園都市線市が尾駅
- 青葉区総合庁舎（青葉区役所、福祉保健センター）
- 青葉公会堂
- 青葉スポーツセンター
- 青葉警察署
- 青葉消防署
- 青葉土木事務所
- 横浜市資源循環局青葉事務所
- 神奈川県緑県税事務所
- 緑税務署
- 市ヶ尾病院
- 横浜市立市ヶ尾小学校
- 横浜市立東市ヶ尾小学校
- 横浜市立市ヶ尾中学校
- 神奈川県立市ケ尾高等学校
- 横浜市ヶ尾郵便局
- 市ヶ尾駅前郵便局
- 市が尾東急ストア
- 西友市ヶ尾店
- 成城石井市ヶ尾店
- 市ヶ尾杉山神社
- 稲荷前古墳群
- 市ヶ尾横穴古墳群

## その他

### 日本郵便
- 郵便番号 : 225-0024[3]（集配局：青葉郵便局[29]）

### 警察
町内の警察の管轄区域は以下の通りである。
| 番・番地等 | 警察署     | 交番・駐在所   |
| ---------- | ---------- | -------------- |
| 全域       | 青葉警察署 | 市が尾駅前交番 |